# Giuseppe Mario Asinari Rossillon
Giuseppe Mario Asinari Rossillon, marchese di Bernezzo (Pinerolo, 23 marzo 1874 – Roma, 4 giugno 1943), è stato un generale e politico italiano.

## Biografia
Figlio di Giacomo Antonio, marchese di Bernezzo e Clavesana (1850-1939), e di sua moglie Ines Irene Rasini di Monteglinego (1855-1914), figlia di Roberto Rasini di Monteglinego (1820-1891), signore di Casasco, Giuseppe Mario Asinari Rossillon otterrà in seguito alla sua brillante carriera il titolo di signore di Belvedere, Briga e Casasco e duca di Rossillon.
Studiò all'accademia militare di Torino dalla quale uscì tenente di fanteria. Partecipò alla guerra italo-turca e alla prima guerra mondiale distinguendosi per il suo valore e per la sua abilità di stratega, ricevendo numerose onorificenze e nel 1919 il grado di colonnello.
Dal 1930 al 1940 ricoprì il ruolo di primo aiutante di campo di Vittorio Emanuele III.
Nel 1933 fu promosso generale di corpo d'armata e si schierò contro l'intervento coloniale italiano e contro l'ingresso nella seconda guerra mondiale temendo che potessero far precipitare le sorti della monarchia italiana.
Il 25 marzo 1939 fu nominato senatore della XXX Legislatura del Regno d'Italia. Fu membro della Commissione per il giudizio dell'Alta Corte di Giustizia e della Commissione delle Forze Armate.
Fu noto soprattutto per i suoi ideali profondamente monarchici e anti-fascisti.

## Matrimonio e figli
Nel 1912 sposò Gaziella Costantin de Magny, venti anni più giovane di lui, figlia di Guillaume Costantin de Magny, barone di Magny, dalla quale ebbe quattro figli: 
- Miranda (1913-2007)
- Giacomo (1916)
- Germano (1919-1972)
- Adriano (1920).